# Chersotis euxina
Chersotis euxina là một loài bướm đêm trong họ Noctuidae.